# George Olesen
George Dyhr Olesen (født 15. december 1960 i Aarhus, død 23. oktober 2021 i Roost) var en dansk vægtløfter der havde tilnavnet "verdens stærkeste mand". Han blev i 1982 og 1983 danmarksmester i supersværvægt i vægtløftning. Han har efter eget udsagn opnået 199 rekorder i Guinness Rekordbog. Olesen har bl.a. sat rekorden i at løfte en 50 liters ølfustage fra gulvet i strakt arm 967 gange, i 1988. I 1996–97 rejste George Olesen sammen med sin daværende kæreste Michelle Strøyer rundt i USA og lavede shows. Parret optrådte bl.a. i The Tonight Show with Jay Leno. Sammen fik de en søn.
George Olesen døde af hjertestop den 23. oktober 2021 i Roost.